# 니카라과
니카라과 공화국(스페인어: República de Nicaragua 레푸블리카 데 니카라과[*]), 약칭 니카라과(스페인어: Nicaragua 니카라과[*], 문화어: 니까라과)는 중앙아메리카에 있는 나라이다. 중앙아메리카에서는 가장 넓다. 북동쪽에는 온두라스, 남쪽에는 코스타리카, 동쪽에는 카리브해에 접하고, 남서쪽은 태평양에 접하고 있다. 수도는 마나과이며, 생태학적으로 다양성이 큰 국가 중에서 하나에 속한다. 카리브해에는 콘 제도나 미스키토 제도가 있다.

## 역사
니카라과에 사람이 처음 살기 시작한 흔적은 아카왈린카(Acahualinca)에서 10,000년전의 발자국을 통해 알 수 있다. 발자국은 라고 데 마나과로 흐르는 사람들과 동물들의 화산재 층 밑에 보존되었다. AD 10세기 경에 멕시코에서 토착민들이 태평양 저지대로 이주해 왔다. 아즈텍인이 15세기 동안 무역 식민지를 건설하기 위해 남쪽으로 가는 동안 아즈텍 문명도 여러 토착민에게 전파되었다. 최초의 유럽인은 1502년 크리스토퍼 콜럼버스가 카리브해 연안을 항해해 내려오면서 들어오게 되었다. 1522년 스페인 탐험대는 라고 데 니카라과의 남부 해안에 도달했다. 몇 년 뒤에 스페인은 이 지역을 식민지화하고 원주민을 정복한 뒤에 그라나다(Granada)와 레온(Leon)을 세웠다. 그라나다는 비교적 부유한 식민지 도시, 레온은 자유주의의 온실이 되었다. 마나과 주위에 많은 사람들이 모여 살던 지역에서는 스페인인 침략자에 거세게 대항하였고 그들의 도시는 파괴되었다. 그리고 다음 세 세기 동안 마나과는 그저 하나의 마을에 지나지 않게 되었다. 다른 중미 국가들과 함께 니카라과는 1821년에 스페인으로부터 독립하였다. 잠시 멕시코의 일부였으며 다음에는 중미 연합의 일부, 그리고 마침내 1838년에 완전한 독립을 성취했다. 원래 현재의 니카라과 땅에는 인디언들이 살고 있었다. 1821년 니카라과는 멕시코에 가입된 상태에서 독립을 이루었고, 1823년부터는 중앙아메리카 연방에 속해 있었다. 니카라과는 1838년에 중앙아메리카 연방에서 독립하였다. 그러나 카리브해 연안은 1860년까지 영국 보호령이었다. 영국이 니카라과 호를 거쳐 2대 해양을 연결하는 운하건설 후보지로서의 지리적 중요성을 인식했기 때문이다. 2007년에 다니엘 오르테가가 대통령으로 재선되었다. 다니엘 오르테가는 1985년부터 5년간 대통령을 역임한 바 있다.

## 외교
니카라과의 산디니스타 민족해방전선(FSLN)의 사회주의 혁명으로 1979년 소모사 가문(Somoza)의 독재 정부가 실각하였는데, 이것은 쿠바의 공개적인 지원 덕분이었다. 이는 쿠바가 라틴아메리카의 사회주의 운동을 군사적으로 지원했음을 말해준다. 다니엘 오르테가 대통령은 2008년의 안데스 외교 위기(Andean diplomatic crisis)에 뒤이어, 2008년 3월 6일, 에콰도르와 연대하여, 콜롬비아와의 외교 관계를 단절한다고 말했다. 최근에는 러시아에 이어 압하지야와 남오세티야의 독립을 인정했다.
대한관계
대한민국과는 1962년 수교하였다. 1988년 서울 올림픽 때는 조선민주주의인민공화국을 지지하면서 불참했으나 1993년 대전 세계박람회에는 참가하였다. 조선민주주의인민공화국과는 1978년 외교관계를 맺었으나 단교되었다가 2007년에 복교되었다. 재외 공관의 경우 대한민국은 마나과에 대사관을 두고 있으며, 니카라과의 경우 주한 대사관은 1995년 개설되었으나, 1997년 폐쇄되어 수교 당시 신임장을 제정받았던 본래 상주공관인 도쿄도에 있었던 주일 니카라과 대사관을 통해 겸임하였다가 2014년 재개설되었다. 다만, 조선민주주의인민공화국 같은 경우 단교와 함께 대사관을 폐쇄하였으며 현재는 주일 니카라과 대사관을 통해 겸임중이다.

## 지리
국토의 면적은 중앙 아메리카에서 가장 넓으나, 인구밀도는 가장 낮다. 지역은 카리브해쪽의 저지, 태평양쪽의 저지, 그리고 중앙산지 등으로 대별된다. 카리브해쪽 평야는 일년 내내 비가 많고 무더운 불건강지로서, 소지(沼地)와 열대우림이 뻗어 있고, 산림에는 마호가니가 산출된다. 카리브해쪽의 저지는 인구가 희박하고, 해안의 일부에 바나나 대농원이 점재(點在)한다.중앙산지는 주로 화산성 고원으로 이루어지며, 기후도 시원하여 목축과 금·은 등의 광산지대이다. 태평양 연안과 2대 호소(湖沼) 사이가 이 나라의 심장부로서 총인구의 약 80% 및 산업도 이 지역에 집중해 있다.수도 마나과(Managua, 86만 4,201명, 1995)도 이 지역의 마나과 호반에 자리하고 있다. 건계(乾季)와 우계(雨季)로 나뉘고 덥기는 하나 살 만하다. 태평양쪽 해안을 따라 화산이 분출하며 토양도 비옥하다. 동쪽에 있는 열대성의 카리브 해 연안은 그 나라의 나머지 지역과 다르다. 그곳의 대부분은 모스키도 해안, 혹은 미스키도 해안으로 알려져 있으며, 많은 부분은 인구가 희박한 늪지대와 숲으로 되어 있다.

## 생태[7]
세 군데의 주요 생태구역이 있다.

## 기후
계절은 건기과 우기로 나뉜다. 중부 지역은 기후가 온화하고 숲이 있는 산악 지대이다.
니카라과의 기후는 고도에 따라 변한다. 태평양 저지대는 언제나 극단적으로 덥지만 공기는 상쾌하며 시골은 우기(5월에서 11월)에 푸르다. 건기(12월에서 4월)는 갈색 먼지를 평원으로 날려보내는 바람이 불어온다. 카리브해 연안은 덥고 습해서 짧은 건기(3월에서 5월)라 해도 많은 비가 내린다. 북쪽의 산악 지형은 저지대보다 훨씬 시원하다.니카라과는 1998년 11월에 온 금세기 최대 태풍 중 하나인 허리케인 미치에 의해 심하게 파괴되었다.

## 인구[9]
거의 6백만에 달하는 주민 대부분이 서쪽 태평양 연안 지역에서 산다.
민족:70% 혼혈, 15% 백인, 10% 흑인, 5% 원주민
언어:스페인어
종교:50% 가톨릭, 40% 개신교

## 문화와 스포츠
니카라과는 스페인과 쿠바의 영향을 받아 스페인, 쿠바 문화가 많이 발달되어 있다. 니카라과 사람들은 야구를 매우 즐기며 국기(國技)라고 불릴 정도로 그 인기가 대단하다.

### 문학
19세기 후반까지 적막하였던 이 나라의 문학도 불세출의 시인 루벤 다리오(후에리쿠스루벤 가르시아 사르먼트. 1867-1916)가 출현하여 일약 각광을 받았다. 소년시절부터 천재시인으로서의 면모를 보이던 그는, 당시 유럽 시(詩)의 새로운 경향이었던 고답파(高踏派)나 상징주의와 잘 동화되어 크게 도약(跳躍)하여 갔다. 그의 저작 <청(靑)> <속된 속창(續唱)>을 통하여 감상적인 낭만파 시의 테두리를 뛰어넘어 예술주의를 지향하는 문학운동인 소위 '근대파' 시인의 제1인자가 되었고, 다시 더 나아가서는 한층 내면적 경향을 심화시킨 걸작 <생명과 희망의 노래>를 발표하였다. 참으로 유례가 드문 시적 감각, 그 시가 풍기는 리듬과 조화, 주제 선택의 묘(妙) 등으로 해서 현대 서정시의 최고 시인이라 불러도 손색이 없는 다리오는, 라틴 아메리카뿐만 아니라 당시 에스파냐에서 일어난 신문학 시대(新文學世代) '1898년대(代)'에 이르기까지 그 영향을 끼쳤다.

## 관광명소[10]
중앙아메리카에서 가장 큰 호수가 주요한 관광명소가 되고 있다.

## 산업
니카라과는 전형적인 저개발국형 보관됨 2022-08-18 - 웨이백 머신으로, 주요수출품은 면화(25%), 쇠고기(7%), 커피(13%) 등이다. 면화와 커피는 플랜테이션에 의해 재배되는 일이 많다. 또한 이들 농작물은 대체로 태평양 연안과 2대 호수 사이의 지역에서 생산된다. 어업과 목재는 주요 산업이었으나 중앙아메리카의 가장 빈곤한 지역이다.

## 행정구역

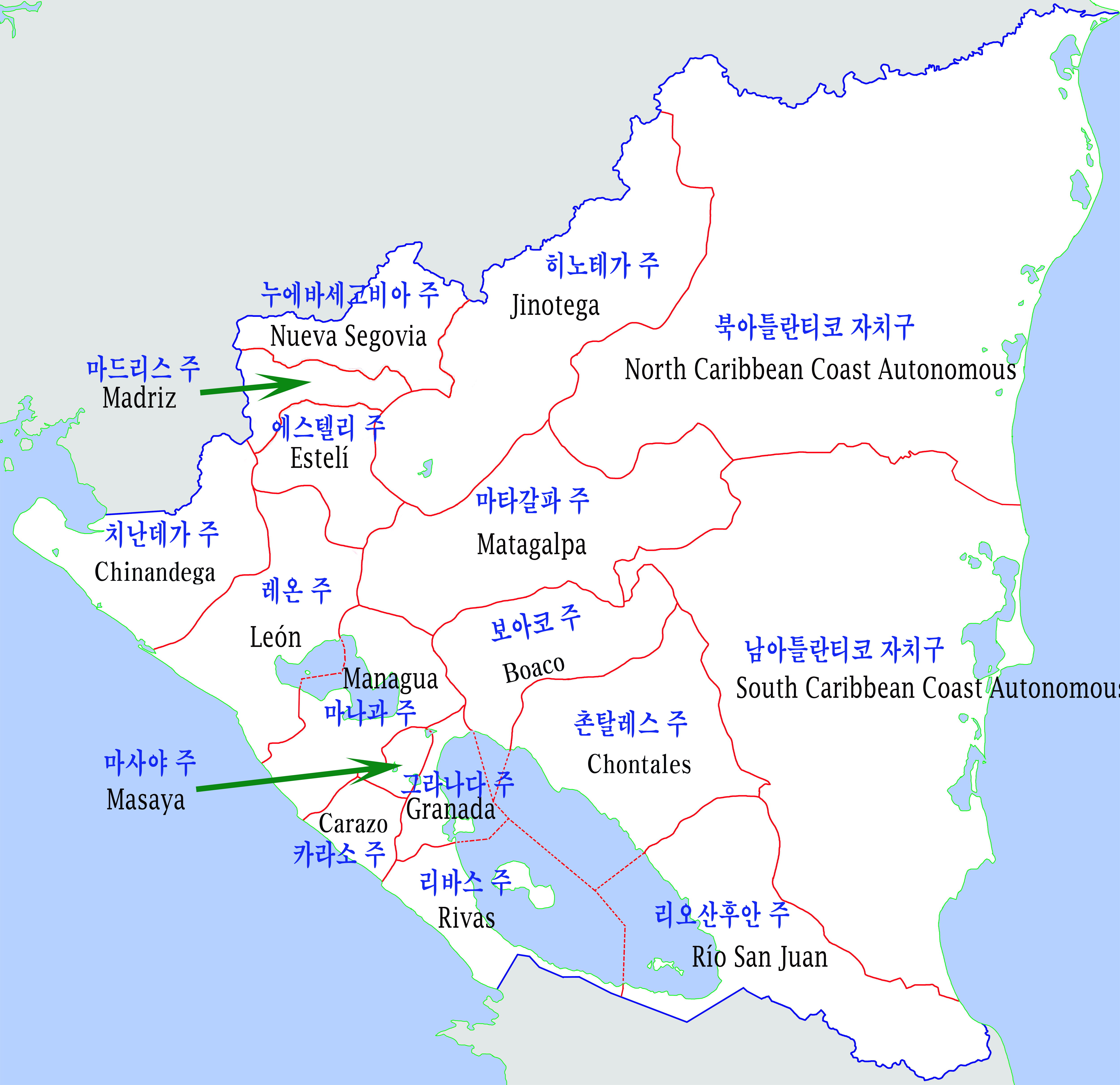
니카라과의 행정 구역
15개의 주 (departamento)와 2개의 자치구 (region autónoma)가 있다.
- 북아틀란티코 (Atlántico Norte) - 자치구
- 남아틀란티코 (Atlántico Sur) - 자치구
- 보아코 주 (Boaco)
- 카라소 주 (Carazo)
- 치난데가 주 (Chinandega)
- 촌탈레스 주 (Chontales)
- 에스텔리 주 (Estelí)
- 그라나다 주 (Granada)
- 히노테가 주 (Jinotega)
- 레온 주 (Leóon)
- 마드리스 주 (Madriz)
- 마나과 주 (Managua)
- 마사야 주 (Masaya)
- 마타갈파 주 (Matagalpa)
- 누에바세고비아 주 (Nueva Segovia)
- 리오산후안 주 (Rio San Juan)
- 리바스 주 (Rivas)

## 관련 설명
- 2017학년도 수능대비 EBS 연계교재 수능특강 영어영역 9강 세부내용 지문에 수록되었다.